# Фіскальна пам'ять
Фіска́льна па́м'ять — запам'ятовувальний пристрій у складі реєстратора розрахункових операцій, призначений для одноразового занесення, зберігання і багаторазового зчитування підсумкової інформації про обсяг розрахункових операцій, яку неможливо змінити або знищити без пошкодження самого пристрою.
Вимоги до фіскальної пам'яті встановлюються постановою Кабінету Міністрів України від 18 лютого 2002 р. N 199.